# Atarba bipendula
Atarba bipendula är en tvåvingeart som beskrevs av Alexander 1966. Atarba bipendula ingår i släktet Atarba och familjen småharkrankar.
Artens utbredningsområde är Peru. Inga underarter finns listade i Catalogue of Life.